# E Center
L'Maverik Center és un estadi d'hoquei sobre gel i futbol americà indoor situat a la ciutat de West Valley (Utah, Estats Units).
L'estadi fou inaugurat el 21 de setembre de 1997 i fou la seu de la competició d'hoquei sobre gel, juntament amb el Peaks Ice Arena, durant la celebració dels Jocs Olímpics d'Hivern de 2002 realitzats a Salt Lake City.
Actualment és la seu dels Utah Grizzlies (equip d'hoquei sobre gel) i dels Utah Blaze (equip de futbol americà), si bé les seves instal·lacions també són utilitzades per a la pràctica del bàsquet, boxa i lluita, així com de concerts de música.